# Водопич, Матео
Матео Водопич (1716, Дубровник — 1787, Картахена) — военный инженер из Рагузы.

## Биография
Матео Водопич поступил на службу в армию императрицы Елизаветы Петровны и принял участие в битве при Веллетри в 1744 году, во время войны за австрийское наследство. Прибыл в Испанию вместе с маркизом Эскилаче. Матео работал в основном в городе Картахена, куда он прибыл в 1749 году инженером-полковником, работая по приказу директора Арсенала Картахены Себастьяна Ферингана. С ним он занимался укреплением города, особенно в работах по возведению стен Карлоса III.
25 февраля 1758 года Сенат Республики Рагуза пожаловал ему дворянский титул князя Стона. В 1762 году он взял на себя управление заводами Картахенского арсенала, заменив Себастьяна Ферингана.
В 1765 году граф Аранда поручил Водопичу план нового города Агилас, расширив город между двумя бухтами, защищенными замком Сан-Хуан-де-лас-Агилас, недавно завершенным его предшественником Себастьяном Феринганом. Водопич представил открытый город, без стен, с сетчатой планировкой вокруг квадратной площади.
В Картахене он закончил строительство Военного арсенала в 1782 году, проектировал и руководил строительными работами на площади и на побережье до своей смерти в 1787 году. Он также является автором проекта строительства Королевского госпиталя, Артиллерийского парка и плана осушения лагуны Эль-Альмархаль. Водопич руководил работами над Кастильо-де-лос-Морос между 1773 и 1778 годами.